# فيكتور ماتا
فيكتور ماتا (بالإسبانية: Victor Matta)‏ هو لاعب كرة قدم باراغواياني في مركز الوسط، ولد في 21 أبريل 1990 في أسونسيون في باراغواي. لعب مع جنرال كاباليرو ‏.